# خير أباد (بربرود الغربي)
خیر أباد (بالإنجليزية: Kheyrabad, Aligudarz)‏ هي منطقة سكنية تقع في إيران في قسم بربرود الغربي الریفي. يقدر عدد سكانها بـ 331 نسمة .